# Радиус на Дебай
Дължината на Дебай, или още радиусът на Дебай е понятие, много използвано във физика на плазмата и електролитите. Това е мярка за електростатичното въздействие на заредена частица в квазинеутрална среда със свободни положително и отрицателно заредени частици – плазма или електролит и представлява разстоянието {\displaystyle \lambda _{D}}, на което електрическият потенциал намалява е – пъти вследствие на екраниране от зарядите в околната среда. Това разстояние е важен параметър на средата: плазма, електролит или колоид, използван в DLVO теорията. Сферата на Дебай съответно е обемът, определен от радиуса на Дебай.
Дължината на Дебай се определя по формулата
{\displaystyle d=\left\{\sum _{j}{q_{j}^{2}n_{j} \over \varepsilon _{0}kT_{j}}\right\}^{-1/2}}
където: {\displaystyle q_{j}}, {\displaystyle n_{j}}, {\displaystyle T_{j}} – електрическия заряд, концентрацията на частици и температура частиците от тип {\displaystyle j}; {\displaystyle k},
{\displaystyle \varepsilon _{0}} – константа на Болцман и диелектрическата проницаемост на вакуума. Сумирането е по всички видове заредени частици, при което трябва да се изпълнява условието за неутралност: {\displaystyle \sum {q_{j}n_{j}}=0}. Важен параметър на средата е броят частици в сферата на Дебай:
{\displaystyle n_{D}={4\pi  \over 3}d^{3}\sum _{j}n_{j}}
То описва отношението на средната кинетична енергия на частиците към средната енергия на кулоново взаимодействие:
{\displaystyle n_{D}\thicksim (E_{\rm {kinetic}}/E_{\rm {coulomb}})^{3/2}}
Този параметър е въведен в употреба от Петер Дебай във връзка с изучаването на електролизата.